# Wang Yue
Wang Yue (王玥; Taiyuan, 31 marzo 1987) è uno scacchista cinese, Grande maestro.
Cominciò a giocare a scacchi molto giovane. A nove anni faceva già parte della squadra giovanile cinese, e vinse il torneo giovanile Li Chengzhi. A 12 anni fu ammesso nella squadra nazionale e a 15 si aggregò al circolo di scacchi di Tientsin.
Per la sua grande solidità di gioco è chiamato talvolta "La muraglia cinese". Nel 2008 giocò 85 partite consecutive (da marzo a dicembre) senza perdere, avvicinandosi al record di imbattibilità a suo tempo detenuto da Michail Tal'.
Ottiene il proprio record nel rating FIDE nel novembre 2010 con 2 756 punti Elo (1º posto in Cina, 10º al mondo).

## Principali risultati
Nel 1999 vinse il campionato del mondo under-12 di Oropesa del Mar.
Nel 2005 divenne a 18 anni il più giovane campione cinese. Nel 2007 raggiunse l'obiettivo di superare la soglia dei 2 700 punti Elo, il primo cinese a riuscirci.
Tra i migliori risultati del 2007 il 2º posto ex aequo al fortissimo Aeroflot Open di Mosca e il 1º posto ex aequo nell'open di Cappelle la Grande in Francia.
Nel 2009 è stato il primo cinese ad essere invitato al fortissimo torneo di Linares, dove sono ammessi solo i più forti giocatori del mondo.
Nel 2012 vince il prestigioso Torneo di scacchi di Hastings.
Ha fatto parte della squadra olimpica cinese in occasione di 7 olimpiadi: Calvià 2004, Torino 2006 e Dresda 2008 (prima scacchiera), Chanty-Mansijsk 2010 (prima scacchiera), Istanbul 2012, Tromsø 2014 (prima scacchiera), Baku 2016 (prima scacchiera). Alle Olimpiadi di Torino 2006 vinse, realizzando 10/12, la medaglia d'oro individuale in quarta scacchiera e d'argento di squadra, alle Olimpiadi di Tromsø 2014 vinse la medaglia d'Oro di squadra. Dal 2004 al 2016 ha ottenuto 28 vittorie, 35 pareggi e 7 sconfitte.